# Pavetta kribiensis
Espèce
Pavetta kribiensis S.D. Manning est une espèce de plantes de la famille des Rubiaceae et du genre Pavetta, selon la classification phylogénétique. 

## Étymologie
Son épithète spécifique kribiensis fait référence à Kribi, une ville au sud du Cameroun.

## Distribution
C'est une plante endémique du Cameroun qu'on trouve dans la région du Sud. En 1968 elle a été récoltée à 25 km ENE de Campo.